# 인천만수고등학교
인천만수고등학교(仁川萬壽高等學校)는 대한민국 인천광역시 남동구 만수동에 있는 공립 고등학교이다.

## 학교 연혁
- 2004년 7월 23일 : 인천만수고등학교 설립 인가 (남자 36학급)
- 2008년 3월 1일 : 초대 조명휘 교장 취임
- 2008년 3월 4일 : 제1회 입학식 (10학급 307명)
- 2011년 2월 10일 : 제1회 졸업식 (289명)
- 2023년 12월 29일 : 제14회 졸업식(9학급 224명) 졸업생 누계 4,364명
- 2024년 3월 1일 : 제8대 박종락 교장 취임
- 2024년 3월 4일 : 제17회 입학식(9학급 261명)
- 2025년 3월 4일 : 제18회 입학식(8학급 215명)

## 사진

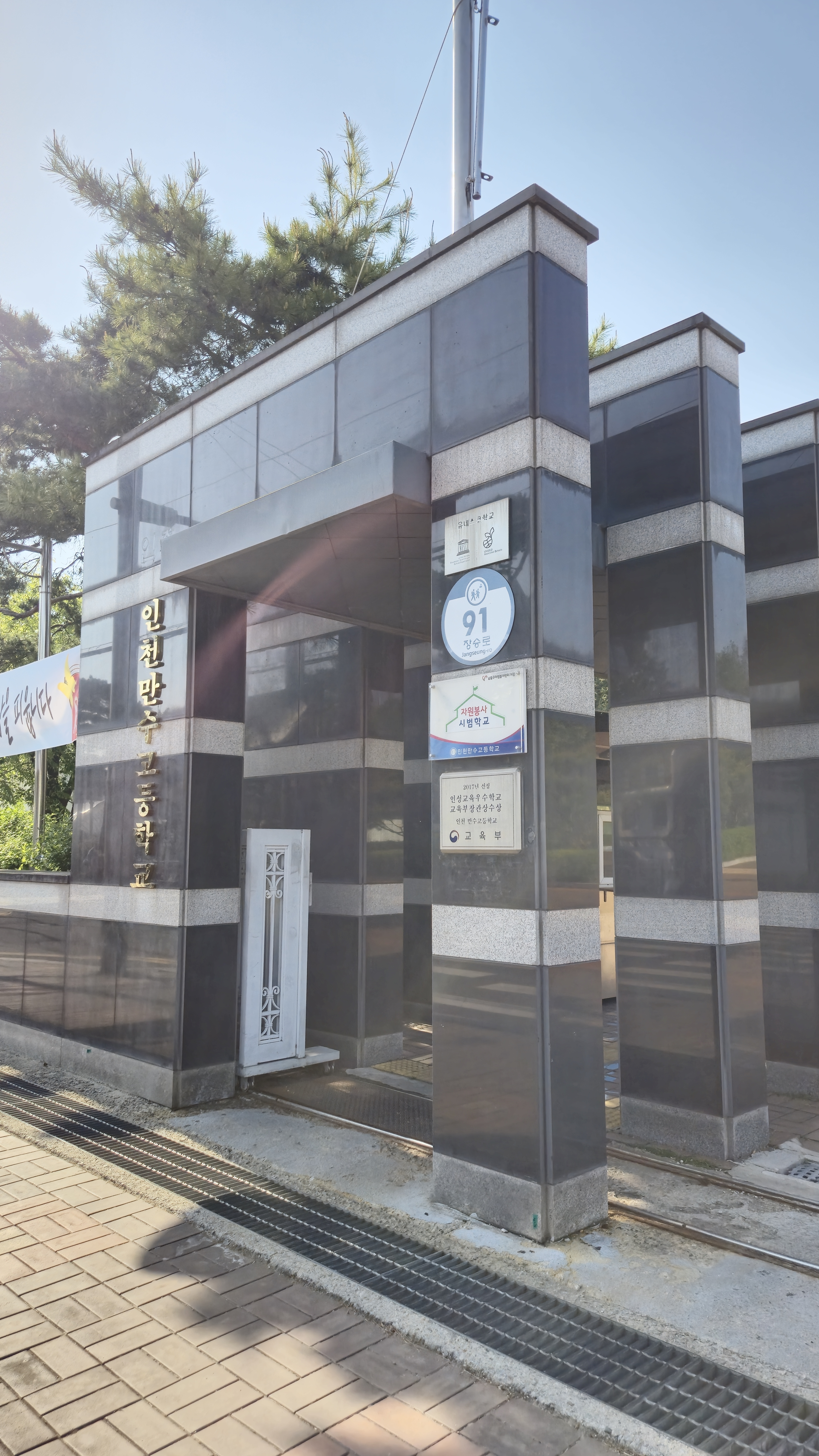
인천만수고등학교 정문
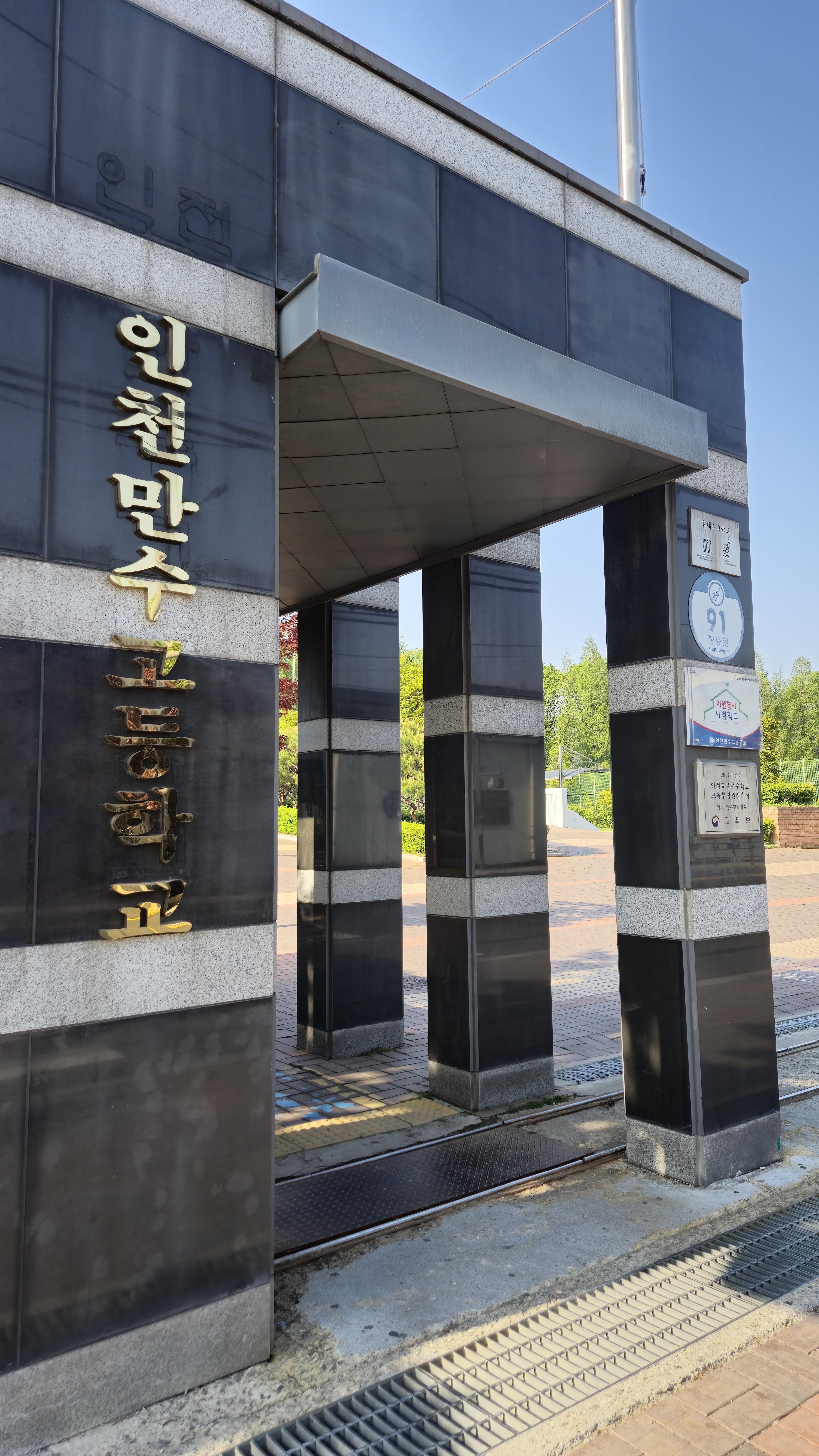
인천만수고등학교 정문
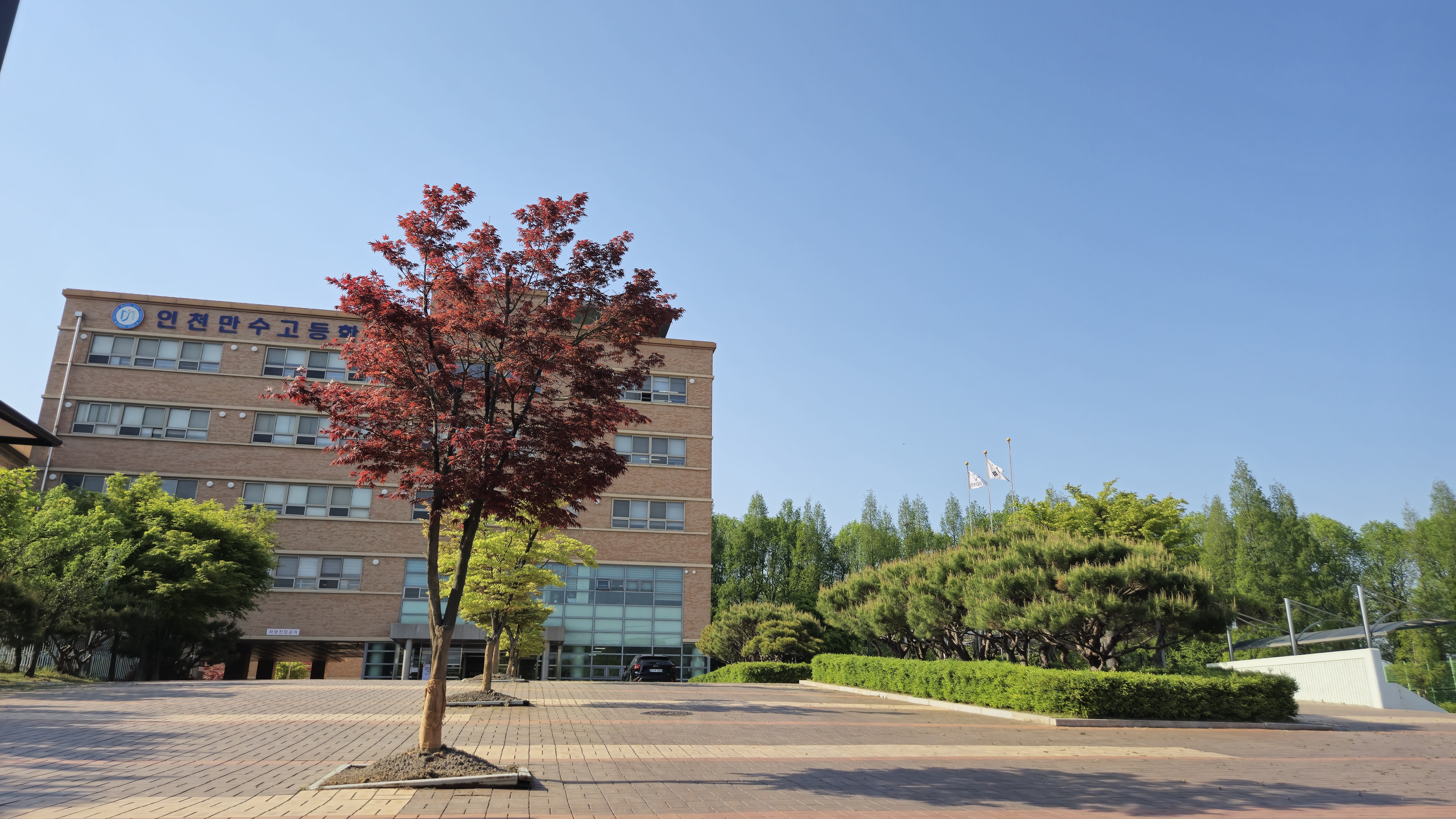
인천만수고등학교 전경

## 참고 자료
- 인천만수고등학교 - 한국교육학술정보원 학교알리미